# Friedrich Christian Glume
Friedrich Christian Glume (né le 25 mars 1714 à Berlin et mort le 6 avril 1752 dans la même ville) est un sculpteur prussien à l'époque de Frédéric le Grand. Il est considéré comme l'un des sculpteurs les plus importants de Potsdam et du rococo frédéricien.

## Famille
Le frère de Friedrich Christian Glume, Carl Philipp (1724-1776), est également sculpteur. Leur père est Johann Georg Glume (de) (1679-1765), élève de Schlüter, qui a travaillé sur le caveau de l'église de garnison de Potsdam et a réalisé le monument au Grand Électeur à Rathenow. Il existe à Potsdam une Glumestraße portant le nom de la famille de sculpteurs Glume.

## Œuvres
- Bacchantes au palais de Sanssouci
- Sculptures des dompteurs de chevaux et des groupes de cavaliers au-dessus des portails des écuries (aujourd'hui musée du film de Potsdam)
- Portail de l'obélisque (de) à Potsdam
- Les figures allégoriques Caritas et Spes sur le portail de l'église française de Potsdam
- Groupe Hermès à l'entrée de la cave à glace de Wustrau

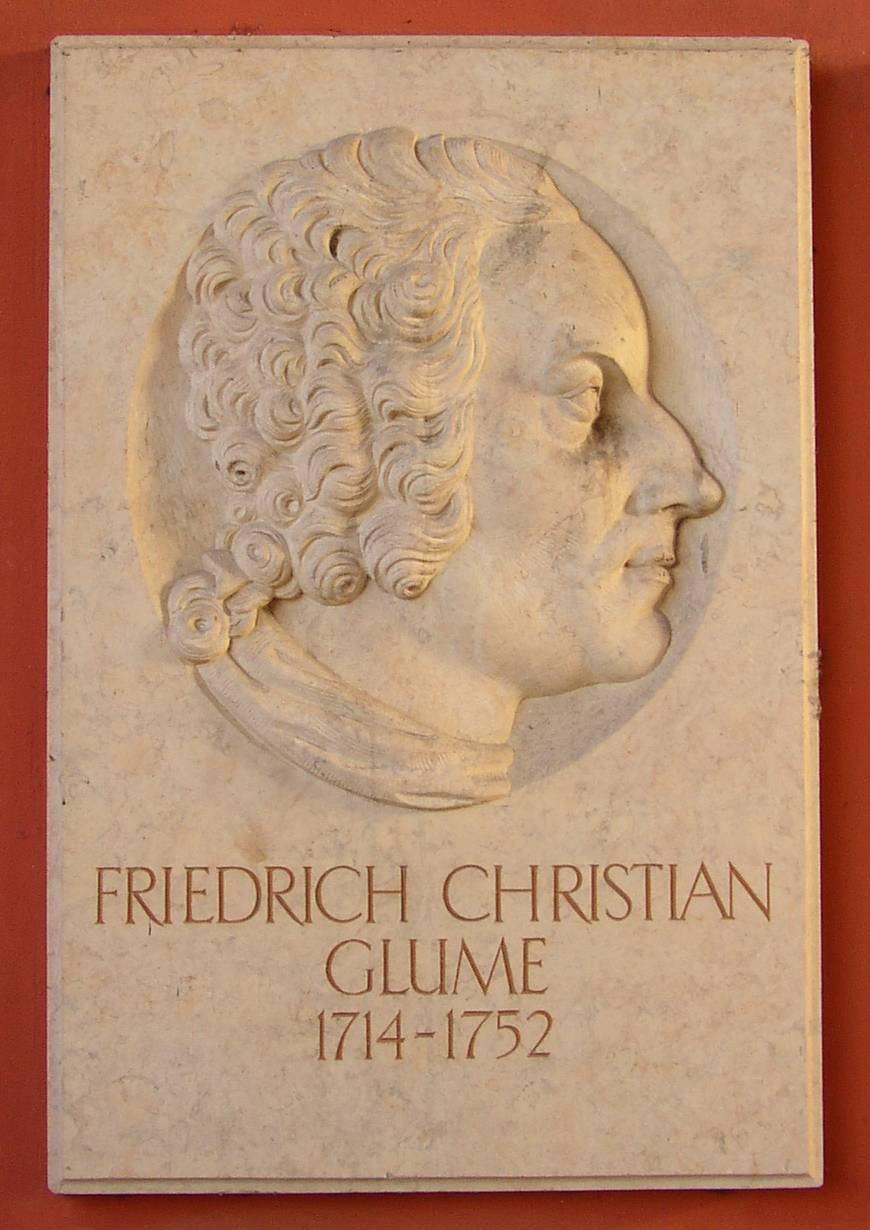
Plaque commémorative
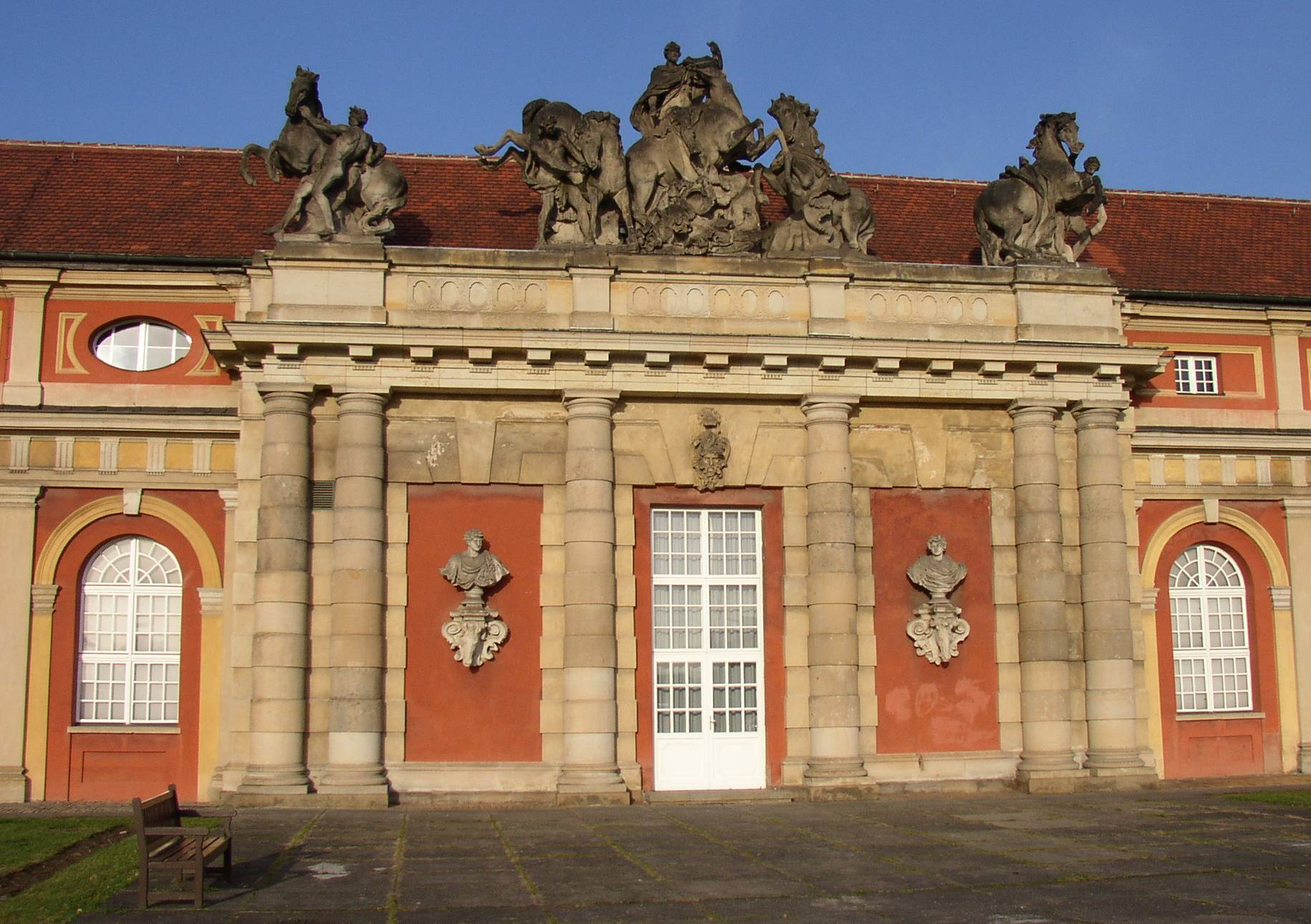
Groupes de chevaux aux écuries
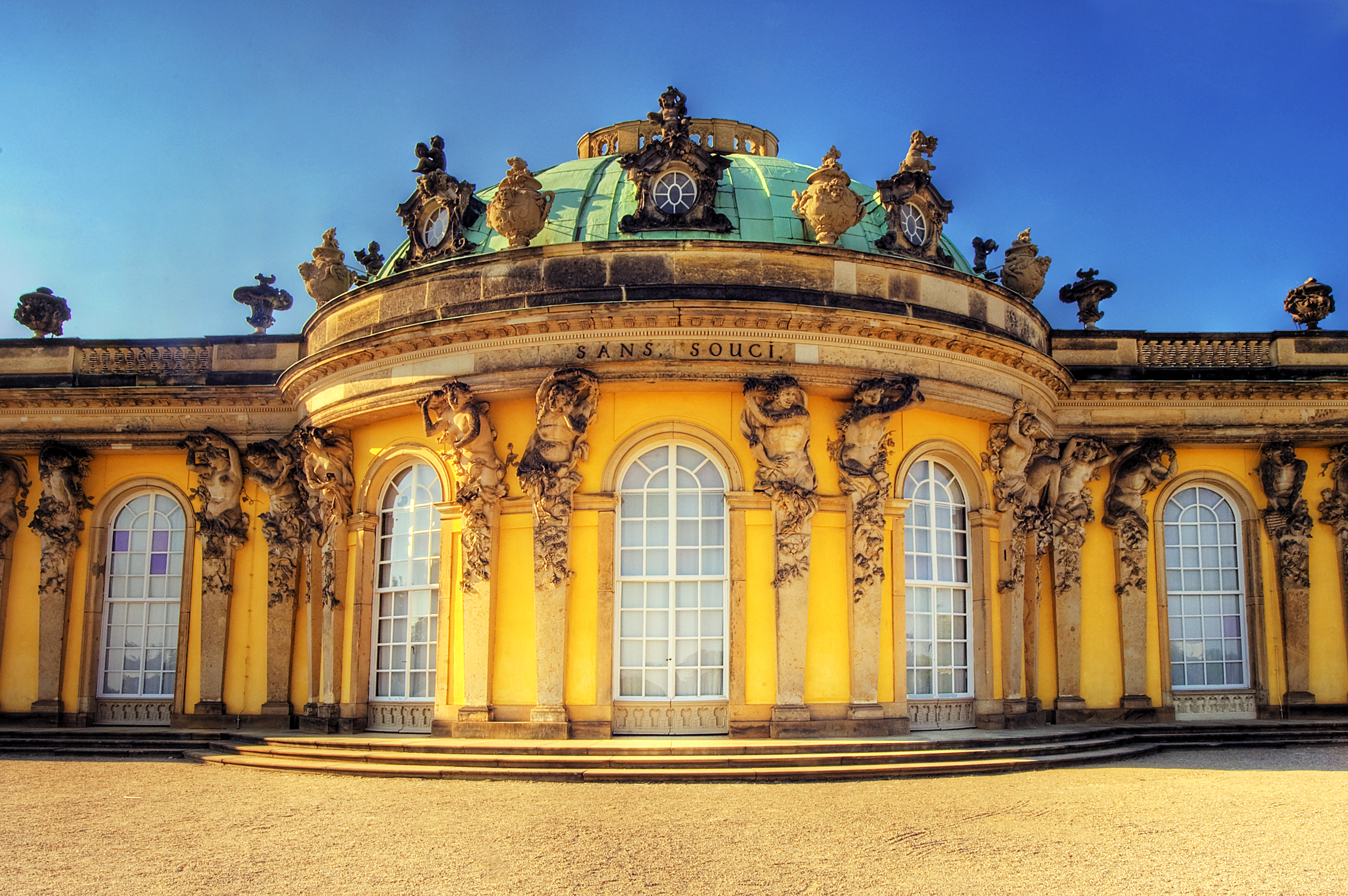
Décorations architecturales au palais de Sanssouci
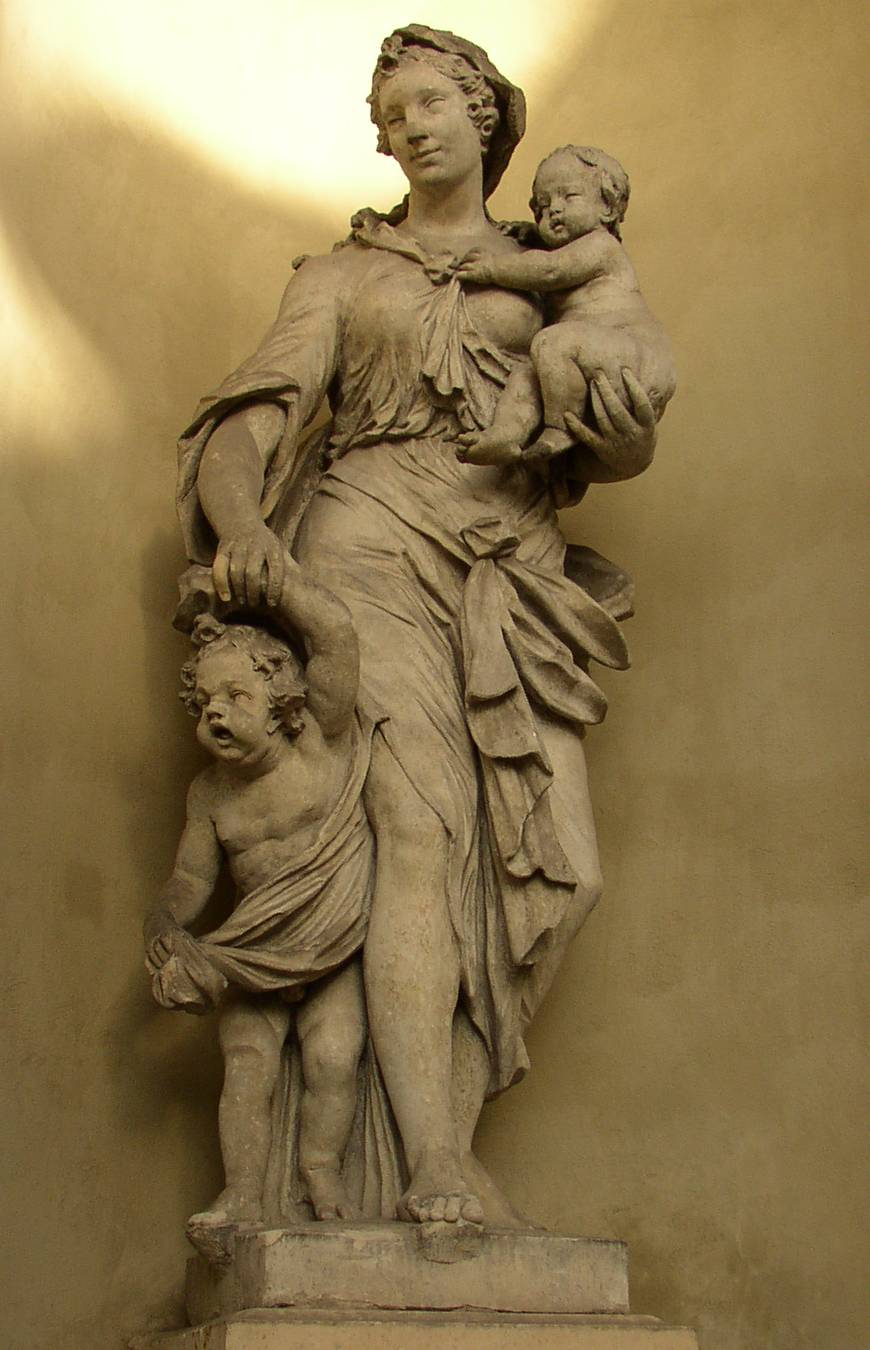
Figure à droite du portail de l'église française
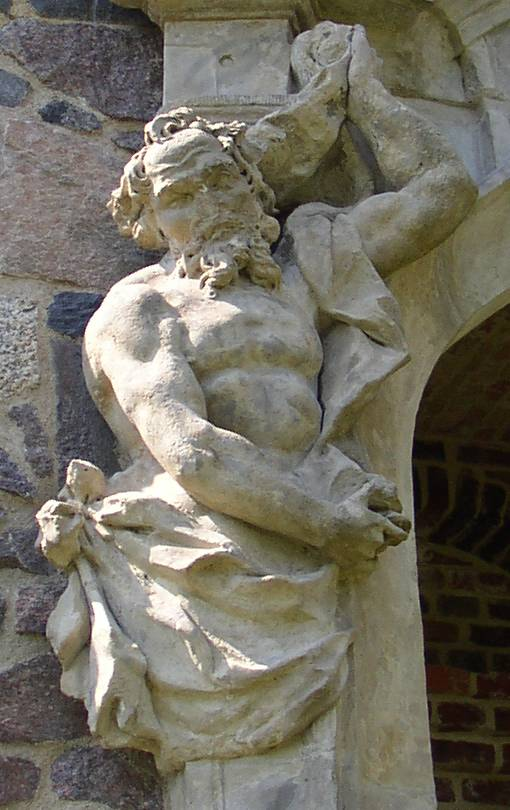
Hermès à la glacière de Wustrau